# 洞口县人民政府
27°03′58″N 110°35′00″E / 27.066173°N 110.583214°E
洞口县人民政府（简称洞口县政府）是中华人民共和国湖南省邵阳市洞口县的行政管理机关。现任县长是许治国，2024年11月上任。

## 沿革
1951年9月30日，武冈县的八区、九区、十区、十一区和三区、七区各一部分建立“武冈县雪峰办事处”，12月13日更名为“武冈县洞口办事处”。1952年2月26日，中华人民共和国政务院批准建立“洞口县”，4月1日正式成立“洞口县人民政府”。1966年文化大革命爆发，次年洞口县人民政府更名为“抓革命促生产指挥部”，1968年又更名为“洞口县革命委员会”，直到1980年才恢复使用“洞口县人民政府”名称。

### 反腐败工作
2024年4月25日，周乐彬涉嫌严重违纪违法，接受湖南省纪委湖南省监察委员会纪律审查和监察调查，10月17日，周乐彬遭到开除党籍处分。

## 历任县长
| 姓名   | 就任日期   | 卸任日期   | 备注                   |
| ------ | ---------- | ---------- | ---------------------- |
| 张树干 | 1952年4月  | 1952年8月  | [ 1 ]                  |
| 宋运良 | 1952年8月  | 1953年3月  | [ 1 ]                  |
| 张树干 | 1953年3月  | 1953年10月 | [ 1 ]                  |
| 姜元腾 | 1953年10月 | 1954年3月  | [ 1 ]                  |
| 丁锡祥 | 1954年4月  | 1956年12月 | [ 1 ]                  |
| 孙明贤 | 1956年12月 | 1958年6月  | [ 1 ]                  |
| 刘全德 | 1958年6月  | 1960年12月 | [ 1 ]                  |
| 刘观请 | 1960年12月 | 1967年5月  | [ 1 ]                  |
| 张学录 | 1967年5月  | 1968年3月  | 抓革命促生产指挥部主任 |
| 吴振东 | 1968年3月  | 1970年2月  | 革命委员会主任         |
| 刘贵臣 | 1970年2月  | 1970年12月 | 革命委员会主任         |
| 谢文博 | 1970年12月 | 1971年9月  | 革命委员会主任         |
| 李荣中 | 1972年3月  | 1980年5月  | 革命委员会主任         |
| 王道钦 | 1980年5月  | 1981年12月 | [ 1 ]                  |
| 唐运祥 | 1981年12月 | 1983年9月  | [ 1 ]                  |
| 曾广权 | 1984年4月  | 1986年     | [ 1 ]                  |
| 邓隆宇 | 1995年1月  | 1996年9月  |                        |
| 周吉平 | 1997年6月  | 2000年6月  |                        |
| 赵青云 | 2000年6月  | 2003年3月  |                        |
| 黎仁寅 | 2003年3月  | 2008年4月  |                        |
| 肖拥军 | 2008年4月  | 2013年4月  | [ 4 ]                  |
| 周乐彬 | 2013年4月  | 2021年4月  | [ 5 ]                  |
| 贺永亮 | 2021年5月  | 2024年8月  | [ 6 ]                  |
| 许治国 | 2024年11月 |            | [ 7 ]                  |